# 黒田長興
黒田 長興（くろだ ながおき）は、江戸時代前期の大名。筑前国秋月藩初代藩主。

## 生涯
福岡城内にて、長政と栄姫の次男として生まれる。元和9年（1623年）、父長政が死去するとその遺言により、長興には5万石が分与され、秋月藩を立藩した。
寛永元年（1624年）7月、秋月に入る。梅園にあった黒田直之屋敷を増改築して、居城とした。
寛永2年（1625年）、3代将軍・徳川家光に御目見するために江戸へ赴こうとした際、兄・黒田忠之との確執により本家福岡藩の家老たちに妨害され、母の栄姫や小倉藩主の細川忠興の助けを得て、ようやく御目見することができた。この一件は、長政は優秀な長興を本藩の跡継と生前に考えており、兄で既に本家を継いでいた暗愚な忠之が長興の存在を恐れてのことであったと言われている。
しかし秋月領内では家老の対立、家老堀定則の出奔などの混乱が続いた。
寛永14年（1637年）の島原の乱にも出陣して戦功を挙げ、長崎警備も務めている。また、筑後川支流域の新田開発や藩内交通の整備も行ない、藩制を確立した。また、母の栄姫（大涼院）を慕っており、領地秋月に菩提を弔うため、秋月山浄仙院大涼寺を建立、開基している。
寛文5年（1665年）3月20日、江戸藩邸にて56歳で死去した。跡を次男の長重が継いだ。法号は東陽院五峰宗印。
安政6年（1859年）、垂裕明神の神号を与えられ、垂裕神社に祀られることとなった。

## 逸話
逸話によると、父・長政が暗愚な嫡男・忠之の家督相続をためらい、長政は忠之よりも長興を後継にと一時は考えていたらしいが、重臣・栗山利章が反対したために実現しなかったとも言われる。このために忠之と長興は仲が悪く、常に対立していた。しかし忠之の跡を継いだ光之の時に、長興は本家と和解している。
なお、この人物を描いた「黒田長興一世之記」に島原の乱の直接的なきっかけとなった松倉勝家の暴虐な振る舞いの記録がある。

## 系譜
父母
- 黒田長政（父）
- 栄姫 - 徳川家康養女、保科正直の娘（母）

正室、継室
- 天教院 - 佐竹義宣の養女、岩城貞隆の娘（正室）
- 亀子、法流院 - 佐竹義隆の娘（継室）

子女
- 黒田長重（次男） 生母は法流院
- 黒田犬万 - 夭折
- 彦子、清光院 - 藤堂高通正室
- さん - 小笠原長祐正室
- 小笠原真方正室
- 勝子 - 三奈木黒田一貫正室、黒田長貞の祖母